# Limonethe meridionalis
Limonethe meridionalis là một loài tò vò trong họ Ichneumonidae.